# Lac Kamakatewak
Lac Kamakatewak är en sjö i Kanada.   Den ligger i regionen Lanaudière och provinsen Québec, i den sydöstra delen av landet, 230 km nordost om huvudstaden Ottawa. Lac Kamakatewak ligger 477 meter över havet. Arean är 0,13 kvadratkilometer. Den ligger vid sjön Lac du Repos.
I omgivningarna runt Lac Kamakatewak växer i huvudsak blandskog. Trakten runt Lac Kamakatewak är nära nog obefolkad, med mindre än två invånare per kvadratkilometer.